# Jodi Ann Paterson
Pour les articles homonymes, voir Paterson.
Heather Kozar Brande Roderick
Jodi Ann Paterson est une playmate, désignée Miss octobre 1999 puis playmate de l'année 2000 par le magazine Playboy. 
Elle est née à Balikpapan, en Indonésie le 31 juillet 1975, puis a vécu à Springfield, Oregon. Sa mère est Indonésienne et son père est Européen-Americain. 
Sa carrière de mannequin débuta en 1994 en gagnant un concours de beauté Miss Oregon Teen USA. Puis elle participa au concours Miss Teen USA sans victoire. Après le lycée, elle étudia à l'Oregon State University jusqu'au bachelor.
Elle fut choisie comme Playboy Playmate of The Year en 1999. Pour la première fois, une playmate avait un diplôme universitaire[réf. nécessaire]. En plus de sa carrière de mannequin, elle est aussi célèbre pour son interprétation du personnage de Ramdar dans le film Dude, Where's My Car. 
Elle a une fraise tatouée sur la fesse droite.
Le 15 juillet 2006, elle a annoncé ses fiançailles avec le coureur automobile américain, Michael Andretti, fils de Mario Andretti. Ils se sont mariés le 7 octobre 2006 en Californie et sont les parents de jumeaux.

## Apparitions dans les numéros spéciaux dePlayboy
- Playboy's Nude Playmates, avril 2003 - pages 8-11.
- Playboy's Nude Playmates, avril 2001 - pages 74-77
- Playboy's Book of Lingerie Vol. 78, mars 2001
- Playboy's Barefoot Beauties Vol. 2, janvier 2001
- Playboy's Nudes, décembre 2000
- Playboy's Playmates in Bed, octobre 2000 - pages 36-37
- Playboy's Playmate Review Vol. 16, août 2000 - couverture, pages 1-3, 70-79

## Filmographie

### Cinéma

#### Longs métrages
- 2000 : Eh mec ! Elle est où ma caisse ? de Danny Leiner : L'Alien géant[1]
- 2008 : Toxic de Alan Pao : Serveuse

### Télévision

#### Séries télévisées
- 2001 : Roswell (Saison 2 épisode 19) Baby, It's You : Jodi Ann Paterson
- 2001 : Spy TV (Saison 1 épisode 8)
- 2005 : According to Jim Épisode : Charity Begins at Hef's